# Episodi di One Piece (undicesima stagione)
Questa lista comprende la undicesima stagione della serie televisiva anime One Piece, prodotta da Toei Animation, diretta da Kōnosuke Uda e tratta dall'omonimo manga di Eiichirō Oda.
L'undicesima stagione si intitola Saga dell'arcipelago Sabaody (シャボンディ諸島篇?, Shabondi shotō hen) e raggruppa gli episodi dal 382 al 407. Con lo scopo di raggiungere l'Isola degli uomini-pesce, i protagonisti vengono accompagnati da Hacchan e Kayme all'arcipelago Sabaody in cerca di un rivestitore che prepari la loro nave al viaggio sottomarino. I 26 episodi sono stati trasmessi in Giappone su Fuji TV dal 21 dicembre 2008 al 28 giugno 2009 e la pubblicazione in DVD è avvenuta dal 7 gennaio al 2 marzo 2011. In Italia gli episodi dal 382 al 400 sono andati in onda su Italia 1 dal 22 giugno al 19 luglio 2010, mentre i restanti, dal 401 al 407, dall'11 al 19 ottobre 2010 sempre su Italia 1.
Le sigle di apertura adottate sono We Are!: animation One Piece 10 shūnen Ver. (ウィーアー!〜アニメーション ワンピース 10周年Ver.〜?, We Are!: animēshon Wan Pīsu 10 shūnen Ver.), versione remixata della prima sigla We Are!, creata dal gruppo TVXQ, per gli episodi dal fino al 394 e Share the World, sempre dei TVXQ, per gli episodi dal 395 alla fine della stagione. L'edizione italiana ha adottato invece come sigla unica di apertura e di chiusura Pirati all'arrembaggio di Cristina D'Avena e Antonio Divincenzo, sulle immagini della sigla originale Crazy Rainbow, fino all'episodio 400, mentre, a partire dall'episodio 401, viene restaurata la vecchia sigla All'arrembaggio!, cantata da Cristina D'Avena e Giorgio Vanni sulle immagini di Share the World.

## Lista episodi
| Nº  | Titolo italiano Giapponese 「Kanji」 - Rōmaji - Traduzione letterale | In onda          | In onda         |
| Nº  | Titolo italiano Giapponese 「Kanji」 - Rōmaji - Traduzione letterale | Giapponese       | Italiano        |
| 382 | Una vecchia conoscenza 「ノロノロの脅威 銀狐のフォクシー再び」 - Noro Noro no kyōi. Gingitsune no Fokushī futatabi – "La minaccia del Noro Noro. Il ritorno di Foxy la volpe d'argento" | 21 dicembre 2008 | 22 giugno 2010  |
| 382 | I pirati di Rufy sono approdati a Spa Island, un'isola artificiale dove i clienti possono rilassarsi e divertirsi come se fossero in vacanza. Tutti ad eccezione di Franky e Brook, fanno la conoscenza di due sorelle: Rina e Sayo; Sayo stringe tra le mani un quaderno di appunti e sembra volerlo proteggere dagli estranei. All'improvviso fanno la loro comparsa Foxy, Polluce e Hamburg intenzionati ad impossessarsi del quaderno di appunti che Sayo ha con sé. Per questo attiva un macchinario con il quale inonda di raggi Noro Noro tutte le persone che si trovano nei dintorni. La ciurma di Rufy e le due sorelle vengono rallentate, così Foxy riesce a sottrarre il quaderno con estrema facilità. Inoltre fa in modo che il pavimento sotto alle sue vittime si ritiri, cosicché allo scadere dei trenta secondi, tutti precipiteranno in mare. Franky e Brook si presentano casualmente dopo essersi ristorati in diverse zone dell'isola. Quando l'effetto del Raggio Noro Noro si esaurisce, Rufy urla a Franky di occuparsi di Foxy. Franky obbedisce ed attacca Foxy, mentre Robin e Rufy salvano tutti utilizzando le loro abilità. Foxy ritorna al suo macchinario per attivarlo una seconda volta, ma Hamburg sbatte la porta troppo forte e gli specchi che lo compongono vanno in frantumi. Rufy allora li colpisce, facendoli volare oltre l'orizzonte. Quando tutto sembra risolto, Nami chiede a Sayo spiegazioni riguardo al quaderno degli appunti. Rufy accetta la richiesta di Sayo di aiutarla nella ricerca dell'ingrediente segreto per produrre la gemma. L'unica cosa che Nami riesce a capire è che esso si trova da qualche parte su Spa Island, dopodiché all'improvviso sotto a Sayo si apre una botola, facendola precipitare. Doran, che possiede l'isola, ha ascoltato la conversazione mediante i lumacofoni diffusi un po' ovunque. Era stato Doran in precedenza ad inviare i Pirati di Foxy nella speranza che riuscissero dove invece hanno fallito. Ora che Sayo è nelle sue mani ordina alla ciurma di trovare l'ingrediente mancante.                                            |                  |                 |
| 383 | La caccia al tesoro 「お宝大争奪戦！ 崩壊！スパアイランド号」 - Otakara daisōdatsusen! Hōkai! Supairando-gō – "La grande gara per il tesoro! Crollo! Spa Island" | 28 dicembre 2008 | 23 giugno 2010  |
| 383 | Rufy decide di distruggere l'intera isola per risolvere tutti i loro problemi: trovare Sayo e l'ingrediente mancante, qualunque esso sia. La distruzione comincia, mentre gli uomini della sicurezza non possono fare nulla per fermare i pirati. Doran riesce a frenare la loro furia mostrando Sayo legata ad un palo con un gigantesco cannone puntato. A questo punto, Rina decide di consegnare il quaderno con gli appunti, ma Sayo le urla di non farlo. La ciurma di Rufy prosegue nel suo intento, mentre Zoro distrugge il cannone gigante e libera Sayo. Subito dopo, Rufy attiva il Gear Third e con un colpo distrugge l'isola a metà. Dopo che tutti sono saliti a bordo della Thousand Sunny, Rina nota una spaccatura luminescente nel fondale marino a forma di croce, che è la bocca di un vulcano sottomarino. Il calore che ora esce, causa un gioco di luci noto come girobaleno, cioè un arcobaleno completo. Le due sorelle capisco che quest'ultimo è l'ingrediente mancante, perché indica in quale ordine mescolare gli altri ingredienti per produrre la favolosa gemma. Alcuni giorni dopo, mentre la ciurma prosegue il suo viaggio, arriva Nukky in volo e consegna una lettera da parte delle sue proprietarie. Sayo e Rina sono riuscite a produrre la gemma. Le due sorelle hanno inserito la gemma nella busta per donargliela in segno di ringraziamento. L'equipaggio si riunisce attorno a Rufy per osservarla da vicino quando all'improvviso una pioggia di caramelle gli fa cadere la gemma di mano. Nami gli ordina subito di mettersi a cercarla tra le migliaia di caramelle finite sul ponte della nave. |                  |                 |
| 384 | Le fatiche di Brook 「ブルック大奮闘 真の仲間への道険し？」 - Burukku daifuntō. Shin no nakama e no michi kewashi? – "Il duro sforzo di Brook. L'arduo percorso per diventare un vero compagno?" | 11 gennaio 2009  | 24 giugno 2010  |
| 384 | Brook confessa ai suoi nuovi compagni di avere letto il diario di bordo della Thousand Sunny e di essere rimasto affascinato dalle numerose avventure che essi hanno vissuto. Nell'attesa di una nuova impresa, decide di rendersi utile nelle comuni faccende per farsi apprezzare. Inizia aiutando Sanji a lavare i piatti, ma scivola e rischia di farli cadere a terra. Sanji riesce però ad evitare il peggio. Subito dopo Brook porta il tè a Nami, ma lo fa cadere sulla mappa che lei stava disegnando e scappa per sfuggire alla sua ira. Si imbatte in Franky ed Usop che stanno testando un nuovo cannone e viene incaricato di recuperare una botte di cola e di svuotarla nel serbatoio dell'arma. Il prototipo però esplode perché Brook ha sbagliato botte e ne ha utilizzata una piena di salsa di soia. L'errore fa infuriare Franky ed inoltre rovina le erbe medicinali che Chopper stava facendo essiccare. Brook allora decide di tenere compagnia a Zoro durante la sua meditazione, ma finisce per fargli perdere la concentrazione. Desolato per i guai combinati, Brook chiede a Robin se può aiutarla in qualcosa, ma Robin non ne ha bisogno. Robin gli chiede cosa lo tormenta e Brook confessa di non sentirsi adeguato ai suoi nuovi compagni. Robin lo rassicura dicendogli che con il tempo saprà integrarsi perfettamente. Subito dopo, Rufy lo informa che è pronto il pranzo e Brook finalmente riesce a rilassarsi. |                  |                 |
| 385 | La Linea Rossa 「偉大なる航路半周 到達！赤い土の大陸」 - Gurando Rain hanshū. Tōtatsu! Reddo Rain – "A metà della Rotta Maggiore. Arrivo! La Linea Rossa" | 18 gennaio 2009  | 28 giugno 2010  |
| 385 | A Marijoa Orso informa Sengoku che la ciurma di Rufy gli è sfuggita, facendolo infuriare. Sengoku nota che quei pirati si stano avvicinando sempre di più al quartier generale della Marina. In quello stesso momento, la Thousand Sunny prosegue la navigazione verso l'isola degli uomini pesce. All'improvviso si formano numerose correnti serpenti e la ciurma deve proteggere la nave, finché inizia a cavalcarne una e a proseguire verso la meta. Ad un certo punto i pirati avvistano la monumentale Linea Rossa. Sanji ripensa a quando l'hanno incontrata per la prima volta, nel momento in cui la Going Merry ha fatto il suo ingresso nella Rotta Maggiore. Anche Brook si rallegra al pensiero che Lovoon lo sta aspettando dalla parte opposta del mondo. La Thousand Sunny si ferma in prossimità della Linea Rossa e Rufy, Robin e Brook salgono a bordo dello Shark Submerge 3 per esplorarla e scoprire in che modo raggiungere l'isola degli uomini pesce. Il sottomarino viene però attaccato da un anime selvaggio e torna in superficie, ma Rufy lo colpisce con un pugno allo stomaco e lo sconfigge. Dalla bocca dell'animale fuoriescono due creature: Kayme e Pappagu. |                  |                 |
| 386 | Aiutiamo la sirena! 「麦わら一味憎し 鉄仮面のデュバル登場」 - Mugiwara ichimi nikushi. Tetsu kamen no Dyubaru tōjō – "L'odio per la ciurma di Cappello di Paglia. Arriva Duval Maschera di Ferro" | 25 gennaio 2009  | 29 giugno 2010  |
| 386 | La ciurma di Rufy fa la conoscenza di Kayme e Pappagu. Per sdebitarsi, Kayme si offre di preparare dei takoyaki per i suoi salvatori e perciò telefona a Hacchan. Purtroppo scopre che Hacchan è stato sconfitto e catturato dall'alleanza costituita dai Pirati di Macro e i Tobiuo Riders, guidati da Duval. Kayme decide di andare a salvarlo e la ciurma si offre di aiutarla. Durante il viaggio, Pappagu racconta ai suoi amici che l'arcipelago Sabaody è pieno di cacciatori di taglie e che lì si pratica il commercio degli schiavi. All'improvviso i pirati vengono raggiunti da alcuni membri dei Tobiuo Riders, che li attaccano con alcune bombe. Dopo essersi accorti che Kayme è in compagnia della ciurma di Rufy contattano Duval, che ordina loro di ritirarsi. Duval infatti ha un conto in sospeso con Sanji e vuole ucciderlo personalmente. |                  |                 |
| 387 | Liberiamo l'uomo pesce! 「因縁の再会！囚われの魚人を救い出せ」 - Innen no saikai! Toraware no gyojin o sukuidase – "La fatale riunione! Salvate l'uomo-pesce imprigionato" | 1º febbraio 2009 | 30 giugno 2010  |
| 387 | I tre Tobiuo Riders fanno ritorno alla base e Duval spiega loro che vuole che la ciurma di Rufy li raggiunga in modo che possa ottenere la sua vendetta su Sanji che gli ha rovinato la vita. Quando la Thousand Sunny appare all'orizzonte, tutti corrono a prepararsi per la battaglia. Quando la nave raggiunge la struttura essa sembra essere deserta, con Hacchan in una gabbia. Alcuni dei compagni di Rufy lo riconoscono. Rufy cambia idea e decide di non intervenire in suo soccorso, così Kayme e Pappagu decidono di agire da soli. Si gettano in acqua per raggiungere Hacchan, ma vengono immediatamente catturati da tre uomini pesce. Nami convince Rufy a salvarsi assieme a Hacchan nonostante il passato. Anche i Tobiuo Riders però sono pronti ad entrare in azione. |                  |                 |
| 388 | La tragedia di Duval 「悲劇！仮面に隠されたデュバルの真実」 - Higeki! Kamen ni kakusareru Dyubaru no shinjitsu – "Tragedia! La verità dello smascherato Duval" | 8 febbraio 2009  | 1º luglio 2010  |
| 388 | I Tobiuo Riders danno inizio all'attacco, ma la ciurma di Rufy riesce a respingere le palle di cannone. A quel punto i pesci volanti si immergono di nuovo e Zoro ne approfitta per raggiungere le palafitte e liberare Hacchan. Non appena è libero Hacchan attacca i pirati di Macro e li scaglia oltre l'orizzonte. Quando i Tobiuo Riders ricominciano ad attaccare i pirati questi ultimi passano al contrattacco ed iniziano a sconfiggere gli aggressori. Brook ne addormenta molti, perciò quando Rufy si lancia su un pesce volante si schianta contro le stanze private di Duval. Quando Rufy lo vede in faccia non crede ai propri occhi; Duval indossa il suo elmo, dopodiché inizia a dargli la caccia con la sua pistola che spara arpioni avvelenati finché i due raggiungono gli altri. A quel punto Duval rivela che vuole uccidere Sanji, che non sa quale sia il motivo di così tanto odio perché le persone che ce l'hanno con Sanji sono tante. Rufy colpisce Duval e gli fa volare via l'elmo: la ciurma scopre che il volto dell'uomo è identico a quello presente sulla taglia da ricercato di Sanji. |                  |                 |
| 389 | L'arma segreta della Sunny 「炸裂！サニー号の超秘密兵器ガオン砲」 - Sakuretsu! Sanī-gō no chōhimitsu heiki Gaon hō – "Esplosione! La super arma segreta della Sunny, il Cannone Gaon" | 15 febbraio 2009 | 2 luglio 2010   |
| 389 | Duval rivela di aver vissuto una vita tranquilla con il banditismo fino alla divulgazione del manifesto da ricercato di Sanji. Da quel momento, ha nascosto il suo volto giurando vendetta nei confronti di Sanji. Duval allora intrappola Sanji in una rete metallica cercando di farlo affogare, ma Kayme corre in suo aiuto e lo salva. Una volta ripresosi, Sanji prende a calci la faccia di Duval, cambiandogli letteralmente i connotati. Intanto i Tobiuo Riders attaccano la Thousand Sunny, ma vengono facilmente sbaragliati dall'arma segreta della nave, il cannone Gaon. |                  |                 |
| 390 | L'arcipelago Sabaody 「魚人島を目指して上陸 シャボンディ諸島」 - Gyojintō o mokushishite jōriku. Shabondi shotō – "Sbarco per raggiungere l'isola degli uomini-pesce. L'arcipelago Sabaody" | 22 febbraio 2009 | 5 luglio 2010   |
| 390 | Dopo avere sconfitto i Tobiuo Riders, la ciurma si ristora con un lauto banchetto preparato da Hacchan sulla Takoyaki Eight. Duval si reca presso la nave per ringraziare Sanji di averlo reso bellissimo e per lasciare ai pirati il suo lumacofono dicendo loro di contattarlo in caso di necessità. La Sunny parte dunque alla volta delle Sabaody, dove la ciurma spera di trovare, grazie all'aiuto di Hacchan, Rayleigh per ricoprire la nave con la resina protettiva necessaria per raggiungere l'isola degli uomini pesce. Hacchan avverte inoltre la ciurma della presenza sull'arcipelago dei Celesti e dice loro di non toccarli in nessun caso, anche se dovessero assistere ad un omicidio. |                  |                 |
| 391 | In giro per l'arcipelago 「暴虐！シャボンディの支配者天竜人」 - Bōgyaku! Shabondi no shihaisha Tenryūbito – "Tirannia! I capi di Sabaody, i Draghi Celesti" | 1º marzo 2009    | 6 luglio 2010   |
| 391 | Dopo essere arrivata alle Sabaody, la ciurma di Rufy inizia la ricerca di Rayleigh in modo da potere continuare il viaggio verso l'isola degli uomini pesce. Hacchan spiega che i Nobili Divini sono degli esseri noti anche come Celesti e che indossano maschere per non respirare la stessa aria degli esseri umani. Rivela anche che le Sabaody pullulano di famosi pirati, cacciatori di taglie e mercanti di schiavi. Rufy, Brook, Chopper e Hacchan si imbattono in Dias che prega gli abitanti di togliergli il collare esplosivo, senza però ricevere aiuto. Il collare esplode e i Celesti, giunti sul posto, maltrattano e uccidono crudelmente Dias. Mentre Rufy si sforza di non interferire, Pappagu rivela che i Celesti sono i discendenti dei creatori del Governo Mondiale e dice di non nuocere loro poiché verrebbe considerato un atto di guerra. |                  |                 |
| 392 | Sulle tracce di Rayleigh 「新たなライバル集結！11人の超新星」 - Aratana raibaru shūketsu! Jūichinin no chōshinsei – "Arrivano nuovi rivali! Le undici supernove" | 8 marzo 2009     | 7 luglio 2010   |
| 392 | Rufy, Brook e Chopper sconfiggono alcuni cacciatori di taglie che avevano cercato di catturarli. I tre pirati, guidati da Hacchan, raggiungono un bar e fanno il loro ingresso. Shakky li accoglie con gentilezza. Comprendendo il motivo per cui si trovano lì, gli rivela che Rayleigh che stanno cercando non si fa vedere da molto tempo e perciò farebbero meglio ad andare a cercarlo. Raccomanda loro però di fare attenzione, perché in quel momento sull'arcipelago si trovano altri nove pirati molto potenti, con una taglia superiore a cento milioni di berry. Dopo averlo saputo, Rufy si preoccupa per l'incolumità di Rayleigh, ma Shakky sostiene che lui sia cento volte più potente di loro. |                  |                 |
| 393 | Sirena nel mirino 「標的はケイミー！！迫る人攫い屋の魔手」 - Hyōteki wa Keimī!! Semaru hito sarai-ya no mashu – "Il bersaglio è Kayme!! La malvagità dei rapitori si avvicina" | 15 marzo 2009    | 8 luglio 2010   |
| 393 | Il gruppo di Rufy inizia la ricerca di Rayleigh ed esplora il parco divertimenti dell'arcipelago, dove Kayme realizza il suo sogno di andare sulla ruota panoramica. Peterman tiene però d'occhio il gruppo avendo intenzione di rapire Kayme. Intanto Charloss spara a delle persone solo perché erano sulla sua strada e cerca di appropriarsi di Marie, sparando anche a Judy. Zoro, che passa di là, causa inavvertitamente le ire di Charloss, che gli spara. Zoro evita il colpo e parte al contrattacco, ma viene fermato da Bonney, che fa parte delle undici supernove. Nel frattempo Chopper contatta Sanji per comunicargli che Kayme è stata rapita e riferisce che contatterà Duval ed i suoi uomini per farsi aiutare. |                  |                 |
| 394 | Una sirena da salvare 「ケイミーを救え 諸島に残る暗黒の歴史」 - Keimī o sukue. Shotō ni nokoru ankoku no rekishi – "Salvate Kayme. Gli oscuri resti della storia dell'arcipelago" | 29 marzo 2009    | 9 luglio 2010   |
| 394 | Duval e i suoi uomini raggiungono la Thousand Sunny e Sanji li informa che Kayme è stata rapita. I pirati quindi salgono sui pesci volanti e vanno a recuperare i loro amici, per poi iniziare a perlustrare l'arcipelago. Brook e Chopper vengono raggiunti al Sabaody Park ma Rufy, Hacchan e Pappagu sono già partiti per conto loro. Durante la ricerca, Pappagu e Hacchan cercano di spiegare a Rufy che uomini pesce, tritoni e sirene sono visti come creature inferiori sull'arcipelago, pertanto è possibile rapirli e trasformarli in schiavi. Anche Robin ne parla con Nami finché non vengono recuperate da Franky. Infine anche il gruppo di Rufy sale a bordo dei pesci volanti. Alla casa d'aste di umani dell'arcipelago, Peterman, che ha rapito Kayme, consegna la sirena ai banditori affinché venga venduta. Tra coloro che si preparano ad assistere alle aste ci sono anche la ciurma di Kidd, quella di Law e due nobili mondiali. Kayme viene portata dietro le quinte in attesa di essere venduta; tra le persone che sono con Kayme c'è anche Rayleigh. |                  |                 |
| 395 | Corsa contro il tempo 「タイムリミット 人間オークション開幕」 - Taimu rimitto. Hyūman ōkushon kaimaku – "Tempo limite. L'asta di umani ha inizio" | 5 aprile 2009    | 12 luglio 2010  |
| 395 | Al quartier generale della Marina, Garp riceve la segnalazione della presenza, alle Sabaody, di Rayleigh. Nonostante sia certo che si tratti proprio di Rayleigh ordina di non informare Sengoku, perché in quel momento la Marina ha già molti problemi da risolvere. Alla casa d'aste di umani ha inizio la vendita degli schiavi, mentre la ciurma di Rufy continua a cercare il luogo in cui Kayme sarà venduta. Dopo averlo scoperto, tutti vi si dirigono; Sanji, Nami, Chopper, Hacchan e Franky sono i primi ad arrivare. Franky decide di usare le maniere forti per entrare, ma Nami decide che è meglio non infrangere la legge e salvare Kayme comprandola. In quel momento un'edizione straordinaria si diffonde per l'arcipelago: la Marina ha intenzione di giustiziare Ace anche se loro sanno che ciò provocherà una battaglia contro Barbabianca e tutti i suoi Comandanti . Il resto della ciurma di Rufy continua a dirigersi verso l'edificio, mentre Kayme si avvicina ad essere venduta. |                  |                 |
| 396 | Speranze deluse 「鉄拳炸裂！オークションをぶっつぶせ」 - Tekken sakuretsu! Ōkushon o buttsubuse – "Il pugno esplosivo! Distruggi la casa d'aste" | 12 aprile 2009   | 13 luglio 2010  |
| 396 | L'asta prosegue e Charloss, giunto sul posto, rovina il piano della ciurma di acquistare Kayme offrendo una cifra esorbitante. La casa d'aste viene messa a soqquadro dall'irruzione di Rufy che vi si schianta col pesce volante. Rufy viene fermato da Hacchan che gli impedisce di gettarsi sul palco, ma così facendo, rivela accidentalmente la sua natura. La gran parte dei presenti si mostra disgustata e Charloss spara a Hacchan, dimostrandosi felice alla prospettiva di averlo acquisito per schiavizzarlo senza oltretutto sborsare denaro. Rufy avendo raggiunto il limite di sopportazione, colpisce Charloss in faccia con un potente pugno. |                  |                 |
| 397 | Panico alla casa d'aste 「大パニック！オークション会場の死闘」 - Dai panikku! Ōkushon kaijō no shitō – "Grande panico! Combattimento nell'atrio della casa d'aste" | 19 aprile 2009   | 14 luglio 2010  |
| 397 | Come conseguenza dell'attacco di Rufy a Charloss, le guardie lo attaccano insieme alla sua ciurma. Quasi tutti i presenti ad eccezione delle altre Supernove e dei Celesti familiari di Charloss evacuano la casa d'aste di umani. Mentre la ciurma combatte le guardie arrivano sul posto anche Robin, Brook ed Usop, che travolge Roswald schiantandosi con il suo pesce volante. I marine, venuti a sapere del gesto di Rufy, circondano la casa d'aste mentre all'interno Shalulia tenta di uccidere Kayme, ma perde i sensi quando Rayleigh, salendo sul palco usa la sua ambizione del re. |                  |                 |
| 398 | Arcipelago nel caos 「大将黄猿動く！騒然シャボンディ諸島」 - Taishō Kizaru ugoku! Sōzen Shabondi shotō – "L'Ammiraglio Kizaru si muove! L'arcipelago Sabaody nel caos" | 26 aprile 2009   | 15 luglio 2010  |
| 398 | La notizia dell'aggressione ai danni dei Celesti si sparge per l'arcipelago e raggiunge anche il quartier generale della Marina, dove Kizaru decide di occuparsi personalmente della situazione. Nel frattempo Doflamingo comunica a Disco che la Flotta dei Sette è stata richiamata per combattere contro i pirati di Barbabianca. Rayleigh, intanto, si presenta alla ciurma di Rufy, libera Kayme dal collare. Rufy, Kidd e Law escono per battersi con i marine all'esterno della casa d'aste di umani; questi ultimi si rivelano avversari fin troppo deboli. |                  |                 |
| 399 | I tre capitani 「包囲網を突破せよ！海軍VS三人の船長」 - Houi ami o toppaseyo! Kaigun VS sannin no senchō – "Penetrare nella rete d'accerchiamento! La Marina contro i tre capitani" | 3 maggio 2009    | 16 luglio 2010  |
| 399 | I marine attendono Kizaru, ma i tre capitani decidono di sconfiggerli per potersene andare prima del suo arrivo. In pochi secondi utilizzando i loro frutti del diavolo, ne sconfiggono la maggior parte. Quelli rimasti partono alla carica, ma i vari membri delle tre ciurme intervengono. I pirati di Rufy fuggono grazie all'aiuto degli uomini di Duval. Anche i Pirati di Kidd abbandonano la casa d'aste di umani, ma a poca distanza si imbattono in Orso. Law si avvicina a Bart, incatenato lì vicino, e lo libera, proponendogli di unirsi alla sua ciurma; Bart accetta così l'offerta. Anche Law e i suoi uomini si danno alla fuga e finiscono per imbattersi proprio nella ciurma di Kidd. Law decide di schierarsi accanto a Kidd contro Orso. |                  |                 |
| 400 | Il Re dei pirati e il suo braccio destro 「ロジャーとレイリー 海賊王とその右腕」 - Rojā to Reirī. Kaizoku Ō to sono migiude – "Roger e Rayleigh. Il Re dei pirati ed il suo braccio destro" | 10 maggio 2009   | 19 luglio 2010  |
| 400 | Rufy ed i suoi compagni si congedano da Duval, quindi si recano con Rayleigh al bar di Shakky per curare Hacchan. Lì Rayleigh svela la sua identità e racconta che Roger non fu catturato dalla marina, come il Governo mondiale volle fare credere, ma si costituì in quanto malato terminale; le parole del pirata pronunciate pochi attimi prima della sua esecuzione spinsero un'enormità di persone a mettersi in viaggio alla ricerca del suo tesoro, dando inizio all'era della pirateria. Rivela inoltre a Robin che l'intera ciurma di Roger, durante il loro viaggio per la Rotta Maggiore, scoprì tutto riguardo ai Cento Anni di Vuoto e sul Clan della D ma la esorta comunque a proseguire per la sua strada verso la verità, senza rivelarle nulla di quello che scoprirono loro. Raylegh aggiunge inoltre che forse la ciurma di Cappello di Paglia potrebbe trovare risposte anche molto differenti da quelle scoperte dai pirati di Roger, che a suo dire forse erano stati fin troppo frettolosi. Usop allora chiede a Raylegh se è vero che il leggendario tesoro dello One Piece si trova effettivamente sull'ultima isola della Rotta Maggiore, Raftel. Tuttavia ancor prima di finire Usop viene interrotto da Rufy affermando davanti all'intera ciurma che se il vecchio Raylegh in quel momento rivela qualcosa sullo One Piece, sul fatto che esista o meno un tesoro o sul fatto che si trovi davvero sull'ultima isola, lui smetterà di fare il pirata, denigrando l'idea di vivere un'avventura così prevedibile. Raylegh chiede quindi a Rufy se è effettivamente pronto a dominare tutti i mari del mondo diventando il Re dei Pirati ma Rufy risponde che lui non ha intenzione di dominare proprio un bel niente affermando che secondo lui non c'è persona che ami più la libertà del Re dei Pirati stesso. Rayleigh sorride e spiega quindi che gli sono necessari tre giorni per completare il rivestimento della Thousand Sunny e dona alla ciurma un pezzo della sua Vivre Card in modo che possano incontrarsi di nuovo una volta finito il lavoro. Nel frattempo Kizaru sbarca sull'arcipelago. |                  |                 |
| 401 | Un calcio alla velocità della luce 「回避不可能！？大将黄猿の光速の蹴り」 - Kaihi fukanō!? Taishō Kizaru no kōsoku no keri – "Impossibile da evitare!? Il calcio alla velocità della luce dell'Ammiraglio Kizaru" | 17 maggio 2009   | 11 ottobre 2010 |
| 401 | Kizaru, sbarcato sull'isola per arrestare i pirati, si mette alla ricerca di Sentomaru e sfodera la sua potenza distruggendo una mangrovia con un raggio laser scagliato da un piede. Su tutto l'arcipelago i pirati cercano di salpare prima di essere arrestati: Bonney e Bege affrontano numerosi marine, mentre Hawkins si trova faccia a faccia con Kizaru. Le ciurme di Kidd e di Law continuano ad affrontare Orso, ma non riescono a ferirlo. Orso, però, non possiede sulle mani i cuscinetti donati dal frutto Pad Pad. Anche la ciurma di Rufy viene intercettata da un Pacifista ed altrove Urouge se ne trova di fronte un altro. Kizaru colpisce Hawkins con un calcio alla velocità della luce e con un raggio laser; Hawkins però ne esce illeso ricorrendo alla propria abilità di trasferire su altre persone il danno ricevuto. All'improvviso Urouge viene scagliato fra i due, ma prima che possa ricevere un altro colpo, viene salvato da Drake. I tre pirati si preparano ad affrontare i due nemici. Anche la ciurma di Rufy parte all'attacco del Pacifista. |                  |                 |
| 402 | Le potenti armi della Marina 「圧倒的！海軍の戦闘兵器パシフィスタ」 - Attōteki! Kaigun no sentō heiki Pashifisuta – "Sconvolgente! Il Pacifista, l'arma da combattimento della Marina" | 24 maggio 2009   | 12 ottobre 2010 |
| 402 | I pirati di Rufy si battono con uno dei Pacifista il quale, nonostante non possegga i poteri del frutto del diavolo di Orso, riesce comunque a resistere ai loro attacchi più potenti ed a rispondere con i suoi raggi laser. Altrove, sull'arcipelago, Kizaru sconfigge con facilità ben quattro supernove, Hawkins Urouge, Drake e Apoo, prima che Sentomaru si metta in contatto con lui. Intanto la situazione per la ciurma di Rufy si complica in conseguenza del fatto che Zoro accusa ancora gli effetti dei danni subiti per mano di Orso a Thriller Bark. |                  |                 |
| 403 | Sentomaru, il branditore d'ascia 「さらなる強敵現る！鉞かついだ戦桃丸」 - Saranaru kyōteki arawaru! Masakari katsuida Sentōmaru – "Appare un nemico ancora più potente! Il branditore d'ascia Sentomaru" | 31 maggio 2009   | 13 ottobre 2010 |
| 403 | Le ciurme di Kidd e di Law continuano ad affrontare il Pacifista senza apparentemente ottenere risultati. Anche la ciurma di Rufy continua il proprio combattimento; Chopper, Franky e Brook colpiscono il nemico con tutta la loro forza, ma senza successo. Un proiettile di Usop lo colpisce in bocca e sembra averlo mandato in corto circuito, ma pochi istanti dopo l'essere si rialza e riparte. Gli attacchi di Robin e di Nami lo danneggiano, portandolo a sparare all'impazzata senza mirare; infine gli ultimi colpi di Sanji, Zoro e Rufy lo distruggono. Rufy e tutti gli altri vorrebbero riposarsi, ma Sanji sostiene che sia meglio correre a nascondersi perché se venissero raggiunti sarebbero spacciati. Proprio in quel momento Sentomaru fa la sua comparsa assieme a un Pacifista. Rufy ordina alla ciurma di fuggire dividendosi in piccoli gruppi. Il Pacifista raggiunge Franky, Nami e Sanji e li attacca, mentre Sentomaru intercetta Rufy, Chopper e Robin. Il gruppo rimanente invece viene raggiunto da Kizaru, che spara un laser contro Zoro. Questi crolla a terra e Kizaru si prepara a dargli il colpo di grazia. |                  |                 |
| 404 | L'assalto dell'Ammiraglio 「大将黄猿の猛攻 麦わら一味絶体絶命！」 - Taishō Kizaru no mōkō. Mugiwara ichimi zettaizetsumei! – "Il violento attacco dell'Ammiraglio Kizaru. La situazione disperata della ciurma di Cappello di Paglia!" | 7 giugno 2009    | 14 ottobre 2010 |
| 404 | Il pacifista che sta affrontando la ciurma di Law e quella di Kidd riceve numerosi altri colpi finché alla fine non viene abbattuto. Subito dopo, però, ne spunta un altro che inizia ad attaccarli. Altrove, Kizaru sta per uccidere Zoro, così Usop e Brook cercano di impedirglielo, ma i loro sforzi non hanno effetto perché Kizaru possiede un frutto Rogia. Quando tutto sembra perduto interviene in suo soccorso Rayleigh, che colpisce Kizaru deviando il colpo destinato a Zoro. Rufy ordina a tutti di fuggire, perché si rende conto che non sono in grado di battere gli avversari. Brook e Usop cominciano a correre portando in spalla Zoro, ma Sentomaru ordina al Pacifista di inseguirli. Brook allora lascia Zoro ad Usop e insieme a Sanji prova a fermarlo, ma senza il minimo successo. Mentre Rayleigh continua a tenere occupato Kizaru, Sentomaru colpisce Rufy e il Pacifista ferisce i suoi compagni, così Chopper ingerisce tre Rumble Ball con la speranza che la sua forma mostruosa possa essere d'aiuto. Quando il Pacifista sta per sparare un altro laser contro la ciurma di Rufy, fa la sua comparsa Orso, che utilizza il proprio potere per fare scomparire nel nulla Zoro. |                  |                 |
| 405 | Un duro colpo 「消された仲間たち 麦わら一味最後の日」 - Kiesareta nakama-tachi. Mugiwara ichimi saigo no hi – "Compagni che scompaiono. L'ultimo giorno della ciurma di Cappello di Paglia" | 14 giugno 2009   | 15 ottobre 2010 |
| 405 | Tutti i compagni di Zoro sono preoccupati per la sua sorte. Sentomaru spiega a Rufy che il frutto Pad Pad permette di scagliare le persone toccate sulle altre isole per tre giorni. Il Pacifista si prepara a sparare un laser contro Usop, ma Orso interviene e fa scomparire anche lui nonostante stiano dalla stessa parte. Dopodiché attacca gli altri Pirati di Rufy e fa scomparire Zoro, Brook, Usop e Sanji senza che i quattro possano fare nulla per salvarsi. Poi raggiunge Franky e Nami, che fanno la stessa fine; nemmeno Chopper nella sua forma mostruosa riesce a salvarsi. Orso colpisce anche Robin e Rufy, rimasto da solo inizia a disperarsi per non essere riuscito a salvare i suoi compagni. Mentre piange ripensa ai momenti più importanti che ha vissuto con loro. Infine Orso colpisce anche Rufy e lo scaglia lontano. |                  |                 |
| 406 | Il ritorno della guardia Rubber 「時代劇特別編 ルフィ親分再び見参」 - Jidaigeki tokubetsu hen. Rufi-Oyabun futatabi kenzan – "Speciale saga storica. Ritorna Rufy-Oyabun" | 21 giugno 2009   | 18 ottobre 2010 |
| 406 | In una terra simile al Giappone nel periodo Edo sta per avere luogo una corsa di carri decorati, con in premio un milione di Berry. Rufy ed i suoi amici reclutano Franky per costruire loro un mikoshi per partecipare alla gara. Intanto, la compagnia Thriller si iscrive alla competizione e si appresta a sabotare tutti i suoi avversari. Il gruppo si incontra con Brook che non riesce a ricordarsi niente e che impedisce alla compagnia Thriller di inferferire. Una volta tornati nei pressi del loro mikoshi, lo trovano distrutto e Brook rammenta di avere fatto parte della compagnia Thriller prima che venisse scagliato nel fiume da Hogback, Perona ed Absalom. |                  |                 |
| 407 | Il piano della Thriller Company viene sventato 「時代劇特別編 破れ！スリラー商会の罠」 - Jidaigeki tokubetsu hen. Yabure! Surirā shōkai no wana – "Speciale saga storica. Distruggi! La trappola della compagnia Thriller" | 28 giugno 2009   | 19 ottobre 2010 |
| 407 | Robin racconta del passato di Brook a Rufy e ai suoi compagni, che decidono di aiutarlo. Intanto, Brook viene catturato dalla compagnia Thriller, ma arrivano sul posto Rufy e Zoro che lo aiutano a fuggire. Il gruppo ricostruisce il proprio mikoshi che ricorda la Thousand Sunny ed affronta il mikoshi a forma di Odr della compagnia Thriller nella gara. Grazie alle abilità speciali del suo mikoshi, Rufy vince la gara e scaglia via Hogback, Perona ed Absalom, rei di aver disturbato le festività. Igaram confisca il premio in denaro per pagare i danni arrecati alla città, ma consente loro di vedere il tesoro, consistente in un paio di mutandine che esaudiscono i desideri se indossati. Brook suggerisce a Mao di indossarle, ma Mao lo prende a pugni, cancellandogli nuovamente la memoria. |                  |                 |

## DVD

### Giappone
Gli episodi della undicesima stagione di One Piece sono stati distribuiti in Giappone anche tramite DVD, quattro per disco, da gennaio 2011.
| N° | Data            | Dischi | Episodi | Extra | Fonte |
| -- | --------------- | ------ | ------- | ----- | ----- |
| 1  | 7 gennaio 2011  | 1      | 382-385 | /     | [ 2 ] |
| 2  | 7 gennaio 2011  | 1      | 386-389 | /     | [ 3 ] |
| 3  | 2 febbraio 2011 | 1      | 390-393 | /     | [ 4 ] |
| 4  | 2 febbraio 2011 | 1      | 394-397 | /     | [ 5 ] |
| 5  | 2 marzo 2011    | 1      | 398-401 | /     | [ 6 ] |
| 6  | 2 marzo 2011    | 1      | 402-405 | /     | [ 7 ] |
| /  | 26 ottobre 2012 | 1      | 406-407 | /     | [ 8 ] |